# Subida a Urkiola 2004
La Subida a Urkiola 2004, trentesima edizione della corsa, si svolse l'8 agosto 2004 su un percorso di 160 km, con partenza da Durango e arrivo ad Abadiño. Fu vinta dall'italiano Leonardo Piepoli della Saunier Duval-Prodir davanti al suo connazionale Francesco Casagrande e allo spagnolo Carlos García Quesada.

## Ordine d'arrivo (Top 10)
| Pos. | Corridore                    | Squadra                            | Tempo    |
| ---- | ---------------------------- | ---------------------------------- | -------- |
| 1    | Leonardo Piepoli             | Saunier Duval-Prodir               | 3h51'26" |
| 2    | Francesco Casagrande         | Vini Caldirola-Nobili Rubinetterie | a 1"     |
| 3    | Carlos García Quesada        | Comunidad Valenciana-Kelme         | a 5"     |
| 4    | Marcos Serrano               | Liberty Seguros                    | a 13"    |
| 5    | Mauricio Alberto Ardila Cano | Chocolade Jacques-Wincor Nixdorf   | a 29"    |
| 6    | David Herrero                | Costa de Almeria-Paternina         | a 34"    |
| 7    | Jonathan González            | Costa de Almeria-Paternina         | a 38"    |
| 8    | David Etxebarria             | Euskaltel-Euskadi                  | a 40"    |
| 9    | Pedro Arreitunandia          | Cafes Baque                        | a 42"    |
| 10   | Moisés Dueñas Nevado         | Relax-Bodysol                      | a 45"    |